# Villecey-sur-Mad
Villecey-sur-Mad és un municipi francès situat al departament de Meurthe i Mosel·la i a la regió del Gran Est. L'any 2007 tenia 313 habitants.

## Demografia

### Població
El 2007 la població de fet de Villecey-sur-Mad era de 313 persones. Hi havia 112 famílies, de les quals 20 eren unipersonals (12 homes vivint sols i 8 dones vivint soles), 32 parelles sense fills, 52 parelles amb fills i 8 famílies monoparentals amb fills.
La població ha evolucionat segons el següent gràfic:
Habitants censats

### Habitatges
El 2007 hi havia 125 habitatges, 109 eren l'habitatge principal de la família, 11 eren segones residències i 5 estaven desocupats. 123 eren cases i 1 era un apartament. Dels 109 habitatges principals, 102 estaven ocupats pels seus propietaris, 4 estaven llogats i ocupats pels llogaters i 3 estaven cedits a títol gratuït; 1 tenia una cambra, 2 en tenien dues, 14 en tenien tres, 24 en tenien quatre i 68 en tenien cinc o més. 83 habitatges disposaven pel capbaix d'una plaça de pàrquing. A 40 habitatges hi havia un automòbil i a 59 n'hi havia dos o més.

### Piràmide de població
La piràmide de població per edats i sexe el 2009 era:
| Homes | Edats   | Dones |
| ----- | ------- | ----- |
| 0     | 95 o +  | 0     |
| 4     | 90 a 94 | 0     |
| 0     | 85 a 89 | 4     |
| 4     | 80 a 84 | 0     |
| 0     | 75 a 79 | 4     |
| 8     | 70 a 74 | 4     |
| 0     | 65 a 69 | 4     |
| 8     | 60 a 64 | 4     |
| 0     | 55 a 59 | 4     |
| 4     | 50 a 54 | 4     |
| 12    | 45 a 49 | 8     |
| 8     | 40 a 44 | 16    |
| 36    | 35 a 39 | 12    |
| 4     | 30 a 34 | 8     |
| 8     | 25 a 29 | 12    |
| 4     | 20 a 24 | 4     |
| 8     | 15 a 19 | 8     |
| 8     | 10 a 14 | 16    |
| 4     | 5 a 9   | 16    |
| 8     | 0 a 4   | 16    |

## Economia
El 2007 la població en edat de treballar era de 207 persones, 150 eren actives i 57 eren inactives. De les 150 persones actives 136 estaven ocupades (80 homes i 56 dones) i 14 estaven aturades (4 homes i 10 dones). De les 57 persones inactives 18 estaven jubilades, 24 estaven estudiant i 15 estaven classificades com a «altres inactius».

### Ingressos
El 2009 a Villecey-sur-Mad hi havia 112 unitats fiscals que integraven 334 persones, la mediana anual d'ingressos fiscals per persona era de 19.188 €.

### Activitats econòmiques
Dels 6 establiments que hi havia el 2007, 1 era d'una empresa extractiva, 3 d'empreses de construcció, 1 d'una empresa de comerç i reparació d'automòbils i 1 d'una empresa classificada com a «altres activitats de serveis».
Dels 3 establiments de servei als particulars que hi havia el 2009, 1 era una fusteria, 1 empresa de construcció i 1 perruqueria.
L'any 2000 a Villecey-sur-Mad hi havia 4 explotacions agrícoles.

## Poblacions més properes
El següent diagrama mostra les poblacions més properes.